# Lucio Furio Purpureone
Lucio Furio Purpureone (o Purpurione) (in latino Lucius Furius Purpureo; fl. 210–183 a.C.) è stato un politico romano del II secolo a.C.

## Biografia

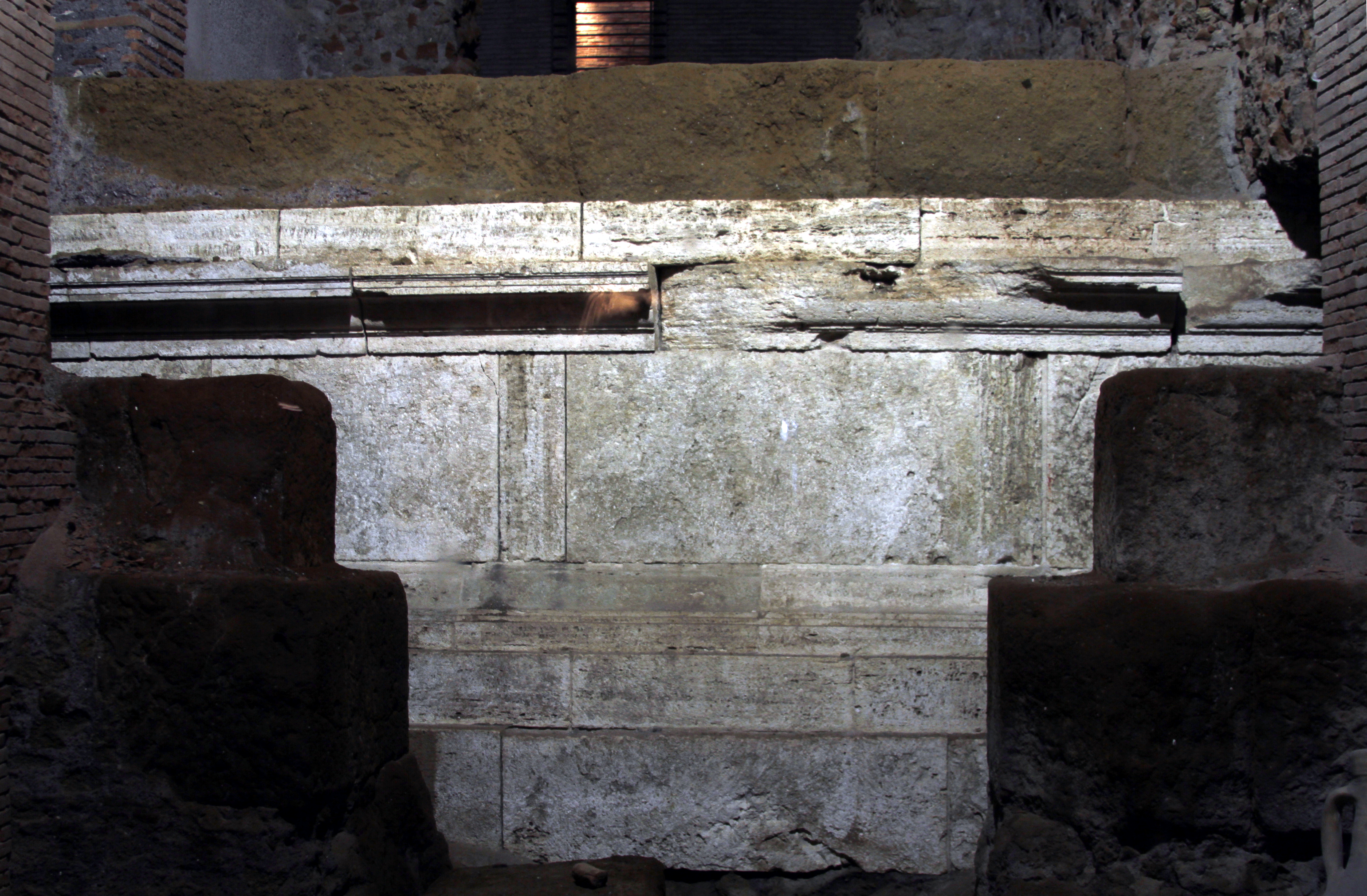
Resti del tempio di Veiove, votato da Purpureone nel corso della battaglia di Cremona (200 a.C.)

Fu tribuno militare nel 210 a.C. sotto il console Marcello e pretore nel 200 a.C.; fu in questa veste che, con le truppe del console Gaio Aurelio Cotta, intervenne per difendere Cremona, assediata da un esercito di circa 40.000 Galli che sconfisse in battaglia. Tito Livio gli attribuisce un importante discorso diretto in cui, in occasione dell'assemblea della Lega etolica tenutasi al cospetto di ambasciatori del re Filippo V all'inizio della seconda guerra macedonica, difese le ragioni e le modalità operative dell'imperialismo romano.
Nel 196 a.C. fu eletto console con Marco Claudio Marcello e, unitamente al collega, sconfisse i Galli Boi.
Fece erigere tre templi a Giove a ricordo delle vittorie contro i Galli: il primo fu inaugurato nel 194 a.C., mentre gli altri due (tra cui il tempio di Veiove) nel 192 a.C.
Dopo la vittoria contro Antioco III in Siria, Purpureone fu uno dei dieci commissari inviati in Asia per concordare il trattato di pace e la sistemazione dei nuovi territori.
È ricordato ancora nel 187 a.C. come uno dei più feroci oppositori di Gneo Manlio Vulsone, accusandolo di aver minacciato la pace con Antioco III. Nel 184 a.C. fu uno dei candidati alla censura, ma furono eletti Marco Porcio Catone e Lucio Valerio Flacco. Nel 183 a.C. fu, con altri due senatori, legatus presso alcune tribù della Gallia Transalpina.

### Fonti primarie
- Tito Livio, Ab Urbe condita

### Fonti secondarie
- (EN) William Smith (a cura di), Dictionary of Greek and Roman Biography and Mythology, III, 1870.